# Martinček
Martinček je obec na Slovensku v okrese Ružomberok v Žilinském kraji. Leží v nadmořské výšce 598 metrů východně od Ružomberka poblíž vrchu Mních. Žije v něm 452 obyvatel.
Do katastrálního území obce zasahují části národních přírodních rezervací Choč a Liskovská jeskyně (v masivu vrchu Piesočná). V obci se nachází raně gotický římskokatolický kostel svatého Martina z poloviny 13. století. Dále je Martinček vybaven školkou, knihovnou, fotbalovým a basketbalovým hřištěm.